# Boltenia echinata
Boltenia echinata is een zakpijpensoort uit de familie van de Pyuridae. De wetenschappelijke naam van de soort werd voor het eerst geldig gepubliceerd in 1767 door Carl Linnaeus. Het is inheems in de Noordelijke IJszee en de noordelijke Atlantische Oceaan.

## Beschrijving
Boltenia echinata is een solitaire zakpijp met een bolvormig of eivormig lichaam tot 2 cm in diameter. De twee kleine sifons zijn vierlobbig en bevinden zich in de buurt van de bovenkant van het dier. De basis is over een groot oppervlak aan het substraat bevestigd. De mantel is taai en rubberachtig en draagt radiaal vertakte stekels, die op haren lijken. De lichaamskleur is bruin en de sifons kunnen rood getint zijn, maar de zakpijp is erg onopvallend omdat deze meestal bedekt is met slib.

## Verspreiding en leefomgeving
Boltenia echinata komt voor in de noordelijke Atlantische Oceaan en de Noordelijke IJszee. Het bereik omvat de kusten van Schotland en de Ierse Zee, maar niet het zuiden van Groot-Brittannië. Het wordt meestal gevonden in redelijk beschutte slibrijke leefomgevingen, bevestigd aan vaste substraten op een diepte tot ongeveer 350 meter.